# Yoshio Kikugawa
Yoshio Kikugawa (菊川 凱夫, Kikugawa Yoshio), né le 12 septembre 1944 à Fujieda (Japon) et mort le 2 décembre 2022, est un footballeur international japonais.